# Ulster Open 2018
Die Ulster Open 2018 im Badminton fanden vom 13. bis zum 14. Oktober 2018 in Lisburn statt.

## Sieger und Platzierte
| Veranstaltung | Gold                       | Silber                      | Bronze                             |
| ------------- | -------------------------- | --------------------------- | ---------------------------------- |
| Herreneinzel  | Mark Brady                 | Sam McKay                   | Callum Thomas                      |
| Herreneinzel  | Mark Brady                 | Sam McKay                   | Scott Burnside                     |
| Dameneinzel   | Rachael Woods              | Sophia Noble                | Orla Flynn                         |
| Dameneinzel   | Rachael Woods              | Sophia Noble                | Pamela Pontanosa                   |
| Herrendoppel  | Mark Brady Ciaran Chambers | Daniel Magee Sam Mckay      | Tony Murphy Tony Stephenson        |
| Herrendoppel  | Mark Brady Ciaran Chambers | Daniel Magee Sam Mckay      | Jack Davies Callum Thomas          |
| Damendoppel   | Kate Frost Moya Ryan       | Rachael Woods Rebecca Woods | Orla Flynn Alexandra Troy          |
| Damendoppel   | Kate Frost Moya Ryan       | Rachael Woods Rebecca Woods | Sophia Noble Pamela Pontanosa      |
| Mixed         | Daniel Magee Kate Frost    | Ciaran Chambers Moya Ryan   | Enda Daly Anastasiya Bogoslovskaya |
| Mixed         | Daniel Magee Kate Frost    | Ciaran Chambers Moya Ryan   | Daniel O’Meara Alexandra Troy      |